# Mähriska porten

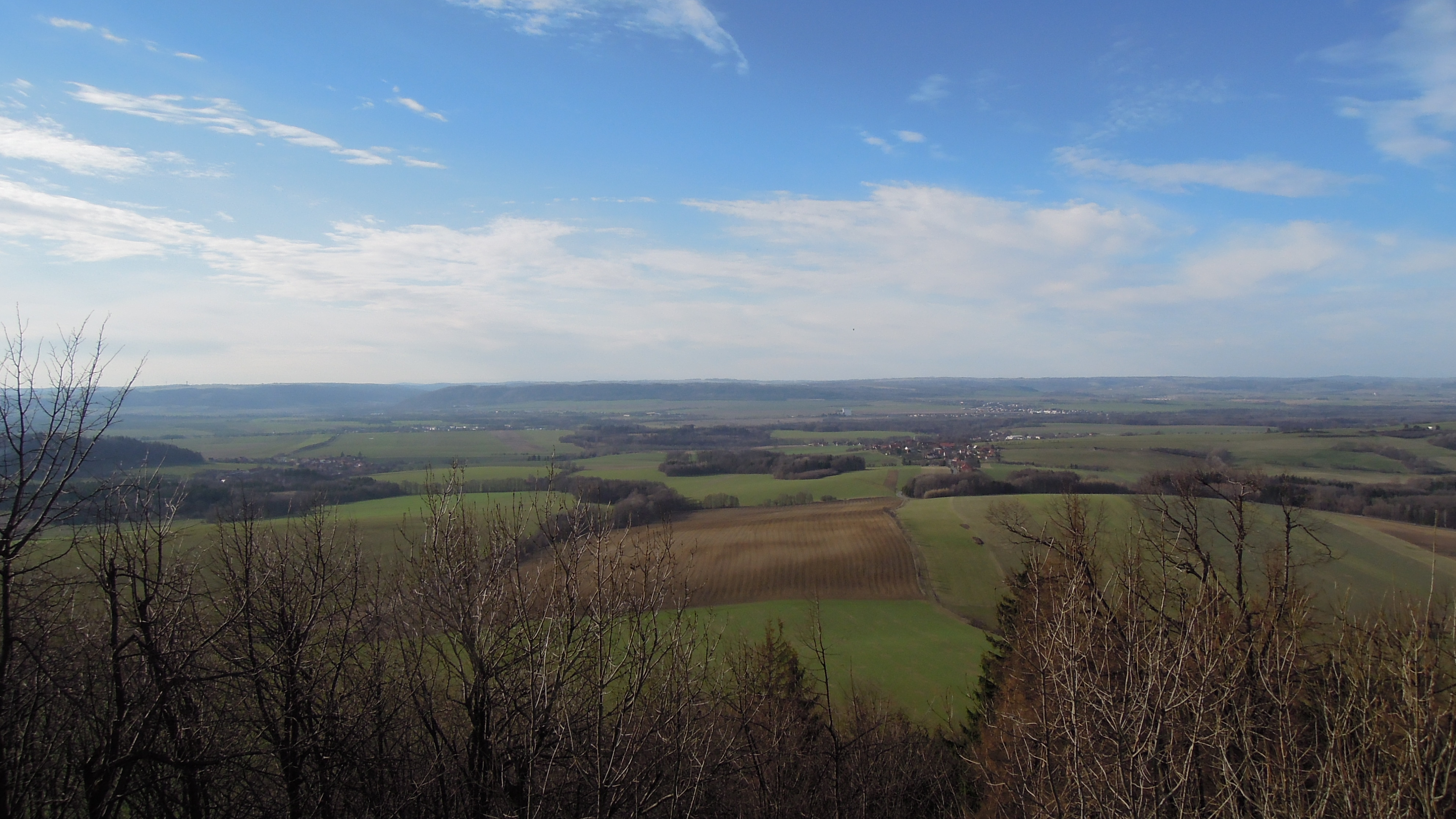
Mähriska porten, norra delen.

Mähriska porten (tjeckiska Moravská brána) är en dal i nordöstra Mähren, norr om Hranice (Weisskirchen), endast 310 meter över havet, genom vilken man lätt kommer från Moravadalen till Oder- och Wisładalarna. Den har i alla tider varit en livligt trafikerad förbindelseled mellan södra Europa och länderna norr om Sudeterna och Karpaterna.